# 花園 (大分市)
花園（はなぞの）は、大分県大分市の地名。現行行政地名は花園一丁目から花園三丁目。住居表示実施済区域。

## 地理
大分市の中心部に位置し、南西に畑中、西に羽屋、北に古国府、北東に広瀬町と接している。

## 歴史

### 沿革
- 2021年（令和3年）1月16日 - 住居表示を実施に伴い、大字羽屋、大字古国府、大字菜園の各一部（通称:花園、古国府（一部））から、花園一丁目から花園三丁目を新設[5]。

### 町名の変遷
| 実施後       | 実施年月日               | 実施前（各町名ともその一部）                                             | 実施前（各町名ともその一部） |
| 実施後       | 実施年月日               | 公称                                                                     | 通称                         |
| ------------ | ------------------------ | ------------------------------------------------------------------------ | ---------------------------- |
| 上田町一丁目 | 2021年（令和3年）1月16日 | 大字羽屋、大字羽屋字花園、大字古国府、大字菜園、大字古国府花園（各一部） | 花園、古国府（各一部）       |
| 上田町二丁目 | 2021年（令和3年）1月16日 | 大字羽屋、大字羽屋字花園、大字古国府字下堀（各一部）                     | 花園、古国府（各一部）       |
| 上田町三丁目 | 2021年（令和3年）1月16日 | 大字羽屋、大字古国府（各一部）                                           | 花園（一部）                 |

## 世帯数と人口
2022年（令和4年）3月31日現在（大分市発表）の世帯数と人口は以下の通りである。
| 丁目・通称       | 世帯数    | 人口    |
| ---------------- | --------- | ------- |
| 花園一丁目・花園 | 477世帯   | 1,055人 |
| 花園二丁目       | 752世帯   | 1,591人 |
| 計               | 1,229世帯 | 2,646人 |

## 学区
市立小・中学校に通う場合、学区は以下の通りとなる（2022年4月時点）。
| 丁目       | 番・番地等 | 小学校             | 中学校               |
| ---------- | ---------- | ------------------ | -------------------- |
| 花園一丁目 | 全域       | 大分市立豊府小学校 | 大分市立南大分中学校 |
| 花園二丁目 | 全域       | 大分市立豊府小学校 | 大分市立南大分中学校 |

## 交通
- 国道10号

## 施設
- 大分県立大分豊府中学校・高等学校
- 大分県農業協同組合
- 古国府浄水場[7]

## その他

### 日本郵便
- 郵便番号 : 870-0846[2]（集配局 : 大分中央郵便局[8]）。